# Zebratäubchen
Das Zebratäubchen oder Timortäubchen (Geopelia maugeus; Syn. Geopelia maugei, Columba maugeus) ist eine Taube aus der Gattung Geopelia. Da es über einen großen Verbreitungsgebiet über Flores, den Kei-Inseln, Sumbawa, Sumba, Timor, den Tanimbarinseln und weiteren kleinen Inseln verfügt, gilt der Bestand als wenig gefährdet. Das Zebratäubchen findet sich in trockenen, offenen Flächen mit Buschwerk.
Im deutschen Sprachgebrauch wird mit dem Namen „Zebratäubchen“ häufig auch die Sperbertaube bezeichnet, die zur selben Gattung wie das Zebratäubchen gehört.

## Aussehen
Das Zebratäubchen ist mit 232–258 mm (Männchen) bzw. 210–233 mm (Weibchen) etwas größer als das ähnliche große Sperbertäubchen (Geopelia striata). Männchen und Weibchen haben beide durchgehend schwarzweiße Streifen, wie beim Friedenstäubchen (Geopelia placida). Sie sind aber beim Zebratäubchen weiter runter zum Bauch gehend ausgeprägt und an der Mitte von Hals und Brust nicht unterbrochen, wie es beim Sperbertäubchen der Fall ist. Auffälliges Kennzeichen ist der kräftige gelbe Orbitalring.